# Budy-Matusy
Budy-Matusy – wieś sołecka w Polsce położona w województwie mazowieckim, w powiecie mławskim, w gminie Radzanów.
| SIMC    | Nazwa     | Rodzaj     |
| ------- | --------- | ---------- |
| 0124239 | Marysinek | przysiółek |